# Partie polityczne Nepalu
Partie polityczne Nepalu  – partie polityczne państwa Nepal, powstałe w oparciu o zapis w konstytucji pozwalający na wielopartyjny ustrój państwa.

## Główne partie
- Komunistyczna Partia Nepalu (Maoistowska) (Communist Party of Nepal-Maoist)
- Komunistyczna Partia Nepalu (Zjednoczenie Marksistowsko-Leninowskie) (Communist Party of Nepal (Unified Marxist-Leninist)
- Nepalska Partia Robotniczo-Chłopska (Nepal Workers and Peasants Party)
- Kongres Nepalski (Nepali Congress)
- Nepalska Partia Dobrobytu (Nepalese Goodwill Party)

## Partie mniejszościowe
- Partia Zielonych
- Partia Postępu
- Nepalska Partia Narodowo-Demokratyczna (National Democratic Party)
- Socjaldemokraci